# John van den Wildenberg
John van den Wildenberg (21 september 1959) is een voormalig Nederlands voetballer die uitkwam voor PEC Zwolle, sc Heerenveen en FC Emmen. Hij speelde als verdediger.

## Statistieken
| Seizoen | Club          | Land      | Competitie     | Wed. | Goals |
| ------- | ------------- | --------- | -------------- | ---- | ----- |
| 1979/80 | PEC Zwolle    | Nederland | Eredivisie     | 11   | 1     |
| 1980/81 | PEC Zwolle    | Nederland | Eredivisie     | 3    | 0     |
| 1981/82 | PEC Zwolle    | Nederland | Eredivisie     | 8    | 1     |
| 1982/83 | sc Heerenveen | Nederland | Eerste divisie | 26   | 3     |
| 1983/84 | sc Heerenveen | Nederland | Eerste divisie | 26   | 10    |
| 1984/85 | sc Heerenveen | Nederland | Eerste divisie | 31   | 8     |
| 1985/86 | sc Heerenveen | Nederland | Eerste divisie | 31   | 0     |
| 1986/87 | sc Heerenveen | Nederland | Eerste divisie | 27   | 2     |
| 1987/88 | sc Heerenveen | Nederland | Eerste divisie | 35   | 1     |
| 1988/89 | sc Heerenveen | Nederland | Eerste divisie | 19   | 2     |
| 1989/90 | Emmen         | Nederland | Eerste divisie | 22   | 0     |
| 1990/91 | Emmen         | Nederland | Eerste divisie | 15   | 0     |
| Totaal  | Totaal        | Totaal    | Totaal         | 258  | 28    |